# NGC 7834
NGC 7834 is een spiraalvormig sterrenstelsel in het sterrenbeeld Vissen. Het hemelobject werd op 29 november 1864 ontdekt door de Duitse astronoom Albert Marth.
NGC 7834 vormt samen met de eveneens door Albert Marth ontdekte sterrenstelsels NGC 3, NGC 4, NGC 7835, NGC 7837, NGC 7838, en NGC 7840 vanaf de Aarde gezien een groep, een graad ten oosten van de ster 32 Piscium.

## Synoniemen
- UGC 49
- MCG 1-1-30
- ZWG 408.30
- KUG 0004+080
- PGC 504